# Petrovice (okres Ústí nad Orlicí)
Obec Petrovice (německy Petersdorf) se nachází v okrese Ústí nad Orlicí v Pardubickém kraji.
Žije zde 258 obyvatel.
Na kopci severovýchodně od Petrovic se nachází televizní vysílač Dolní Čermná.

## Historie
První písemná zmínka o Petrovicích pochází z roku 1304, kdy je král Václav II. spolu s dalšími vesnicemi věnoval cisterciáckému klášteru na Zbraslavi.